# Завръщане в синята лагуна
„Завръщане в синята лагуна“ (на английски: Return to the Blue Lagoon) е американски романтичен приключенски филм от 1991 година, продуциран и режисиран от Уилям Греъм, в главните роли участват Мила Йовович и Брайън Крауз, Филмът е продължение на „Синята лагуна“ (1980). Сценарият на Лесли Стивънс е базиран на романа „Градината на Бога“ (The Garden of God) на Хенри де Вер Стакпул. Музиката към филма е композирана от Базил Поледорис. Песента към края на филма A World of Our Own се изпълнява от Surface с участието на Бернард Джаксън. Музиката е написана от Бари Ман, а текстовете са написани от Синтия Уейл.
Филмът разказва историята на две малки деца, израснали на тропически райски остров в южната част на Тихия океан. Техният съвместен живот е блажен, но не и без физически и емоционални промени, докато съзряват и се влюбват.

## Сюжет
През 1897 г. г-жа Сара Харгроув, вдовица, и две малки деца напускат кораба, с който пътуват, тъй като екипажът на кораба е заразен с холера. След няколко дни плаване, Кърни, моряк, изпратен с тях, се опитва да убие момчето заради непрестанния му плач. Сара гневно удря Кърни с харпун до смърт и изхвърля тялото му зад борда. Тримата пристигат на красив тропически остров в южната част на Тихия океан. Сара се опитва да ги отгледа, за да бъдат цивилизована, но скоро се отказва, тъй като осиротялото момче Ричард е родено и израснало от млади любовници на същия остров и влияе на дъщерята на вдовицата Лили. Те растат и Сара ги възпитава от Библията, както и от нейните собствени знания, включително фактите от живота. Тя предпазливо изисква от децата никога да не ходят на забранената част на острова.
10 години по-късно, когато Ричард и Лили са на около 12 и 10 години, Сара умира от пневмония, оставяйки ги да се грижат за себе си. Сара е погребана на живописен нос с изглед към района на приливния риф. Заедно децата оцеляват единствено благодарение находчивостта и изобилието на отдалечения им рай. Шест години по-късно Ричард и Лили се превръщат в силни и красиви младежи. Те живеят в къща на плажа и прекарват дните си заедно в риболов, плуване и проучване на острова. Двамата съзряват и се развиват и постепенно са физически привлечени един от друг. Ричард дава възможност на Лили да спечели състезание - игра за събиране на великденски яйца и като награда се гмурка, да намери перла за Лили. Неговата склонност към надбягване с плуване на акула в лагуната разпалва домашна кавга; Лили смята, че е безразсъден, но жизнеността кара Ричард да се чувства мъжествен.
Лили се събужда сутрин с първия си менструален цикъл, точно както Сара описва прага на женствеността. Ричард се събужда сутрин с ерекция и лошо настроение, които не може да обясни. След това те встъпват в спор относно неприкосновеността на личния живот и правилата на тяхната покойна майка. Една вечер Ричард тръгва към забранената част на острова и открива, че аборигени от друг остров използват светилището на впечатляващ, подобен на Кон-Тики идол, за да пожертват победени врагове на всяко пълнолуние. Ричард се маскира с кал и се крие в мръсотията; Междувременно Лили се притеснява за изчезването му. Ричард избягва невредим, макар да го вижда самотен местен. В крайна сметка Ричард и Лили откриват естествената любов и страст, които задълбочават емоционалната им връзка. Те се влюбват и обменят сватбени обети и пръстени в средата на джунглата. През следващите няколко месеца те задълбочават новите си чувства един към друг.
Скоро след това на острова пристига кораб, с който пристигат непокорни моряци, горд капитан и красивата му, но разглезена дъщеря Силвия Хилиард. Групата е посрещната от младата двойка и те искат да бъдат върнати обратно в цивилизацията след много години в изолация. Силвия се опитва да открадне Ричард от Лили и да го съблазни, който докато се изкушава от странните и начини, осъзнава, че Лили е сърцето и душата му. Разстройвайки Силвия. Ричард ядосано изоставя Силвия в лодката по средата на залива и изплува на брега. Междувременно Куинлан, моряк, гледа Лили как се къпе във водите на водопада и я задърпва в къщата. Той се опитва да я изнасили и да открадне перлата ѝ, преди Ричард да дойде на помощ. Куинлан открива огън на Ричард, който бяга. Ричард примамва Куинлан към смъртта му в челюстите на акулата в зоната на плитките рифове. След завръщането си той се извинява на Лили за това, че я е наранил и тя разкрива, че е бременна. Тя му казва, че ако иска да си тръгне, тя няма да го спре, но иска да отгледа детето си далеч от цивилизацията и от оръжията. Те решават да останат и да отгледат детето си на острова, тъй като смятат, че техният блажен живот няма да се сравни с цивилизацията. Корабът тръгва и двамата млади любовници остават на острова и имат бебе, момиче.

## Актьорски състав
| Роля                          | Изпълнител           |
| ----------------------------- | -------------------- |
| Лили Харгроув                 | Мила Йовович         |
| Пади/Ричард Лестрейндж младши | Браян Крауз          |
| Г-жа Сара Харгроув            | Лиза Пеликан         |
| Лили като малка               | Кортни Барила        |
| Ричард като малък             | Гарет Ратлиф Хенсън  |
| Лили като бебе                | Ема Джеймс           |
| Ричард като бебе              | Джаксън Бартън       |
| Силвия Хилиард                | Нана Кобърн          |
| Капитан Джейкъб Хилиард       | Браян Блейн          |
| Куинлан                       | Питър Хехир          |
| Гидънс                        | Александър Питърсънс |
| Първи капитан                 | Джон Ман             |
| Кърни                         | Уейн Пиграм          |
| Пенфилд                       | Джон Дикс            |

## История и производство
Филмът е заснет на място в Австралия и Тавеуни, Фиджи.

## Рецепция
Подобно на оригинала, филмът получи отрицателни отзиви. Притежава рядък рейтинг от 0% за Rotten Tomatoes въз основа на 30 рецензии с консенсус: „Въпреки буйните си тропически пейзажи и атрактивни води, „Завръщането в Синята лагуна“ е също толкова смешно, колкото и предшественикът му, и му липсва самодоволство и неволен смях, който може би направи го виновно удоволствие.“
Филмът също се изплъзна на касата. При бюджет от 11 000 000 долара, той е по-малко от 3 000 000 долара в Съединените щати.

## Български дублаж
| Озвучаващи артисти  | Христина Ибришимова Йорданка Илова Силви Стоицов Николай Николов Христо Узунов |
| Преводач            | Димитър Миланов                                                                |
| Тонрежисьор         | Стефан Дучев                                                                   |
| Режисьор на дублажа | Димитър Кръстев                                                                |